# 6e division d'infanterie (Corée du Sud)
Pour les articles homonymes, voir 6e division.

Logo de la 6e Division d'infanterie

La 6e division d'infanterie (coréen : 대한민국 6 보병사단) est une formation militaire de l'Armée de la République de Corée fondée le 20 novembre 1948.
Le 25 juin 1950, au début de la guerre de Corée, elle est une des premières unités engagées dans la bataille de Chuncheon. Elle se replie vers le sud tout en combattant jusqu'au  périmètre de Busan, dernier réduit de résistance du Sud. Avec les 7e et 8e divisions, elle est rattachée au 2e corps d'armée. Lors de la contre-offensive de l'automne 1950, elle avance jusqu'au district de Chosan (en), non loin du fleuve Yalu qui marque la frontière entre la Chine et la Corée. 
En novembre 1950, la 6e division et les forces américaines et turques alliées sont balayées par l'offensive massive de l'Armée des volontaires chinois.

Galerie
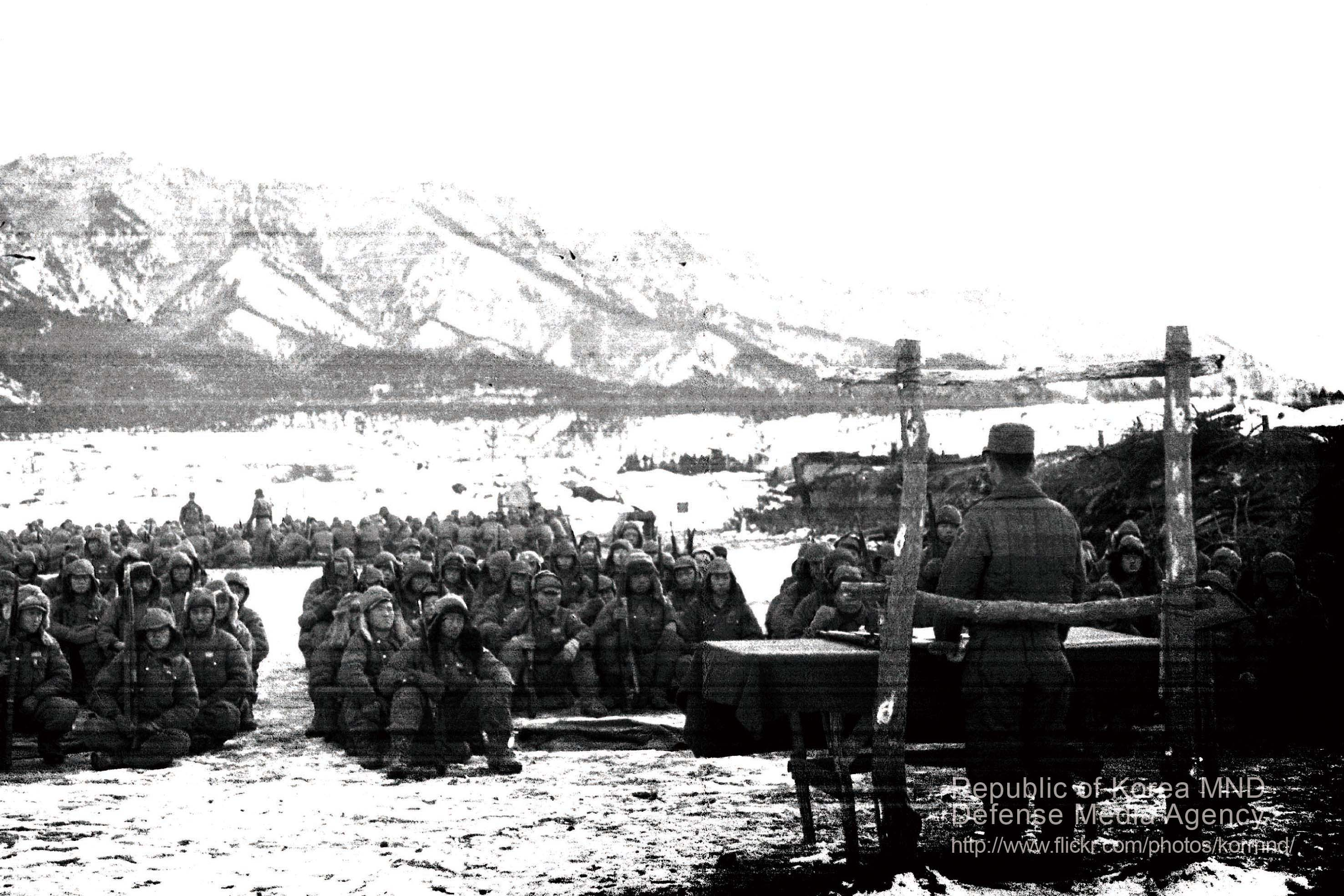
Soldats à l'entraînement dans la neige près de Yanggu pendant la guerre de Corée, 15 janvier 1952.
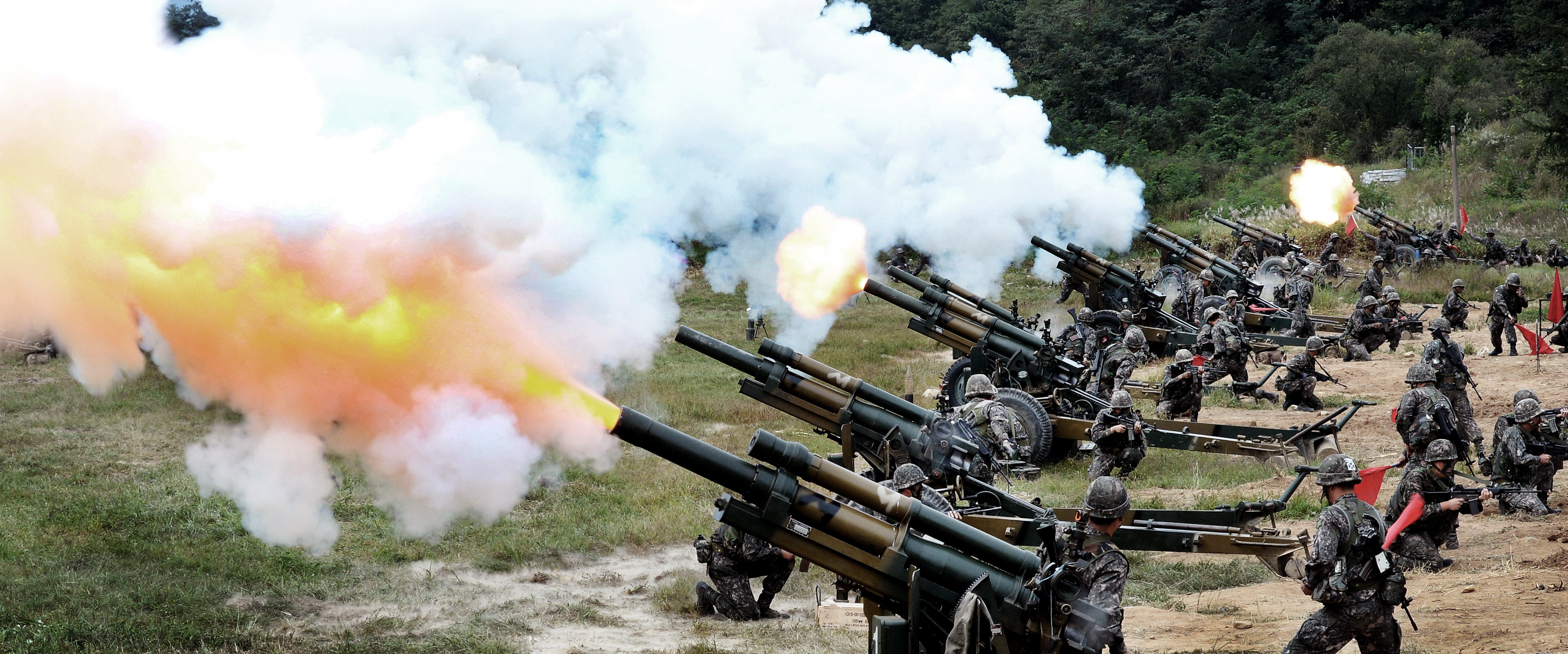
Batterie d'obusiers M101 lors d'un exercice de tir en 2014.